# Ромейкі (Підляське воєводство)
Ромейкі (пол. Romejki) — село в Польщі, у гміні Ясвіли Монецького повіту Підляського воєводства.
Населення — 124 особи (2011).
У 1975-1998 роках село належало до Білостоцького воєводства.

## Демографія
Демографічна структура станом на 31 березня 2011 року:
|          | Загалом | Допрацездатний вік | Працездатний вік | Постпрацездатний вік |
| -------- | ------- | ------------------ | ---------------- | -------------------- |
| Чоловіки | 61      | 16                 | 34               | 11                   |
| Жінки    | 63      | 9                  | 33               | 21                   |
| Разом    | 124     | 25                 | 67               | 32                   |